# تتسوئو تاکاها
تتسوئو تاکاها (به ژاپنی: 高羽哲夫)؛ ۳۱ اکتبر ۱۹۹۵ (۶۹ سال) یک فیلم‌بردار اهل ژاپن بود که در روستای یوکاوا، ناحیه کاوانوما، استان فوکوشیما متولد شد. فارغ‌التحصیل «دبیرستان آیزو» در استان فوکوشیما (سیستم قدیمی) بود.
از فیلم‌ها یا برنامه‌های تلویزیونی که وی در آن به عنوان فیلمبردار نقش داشته‌است می‌توان به ۴۸ قسمت اوتوکو وا تسورای یو （۱۹۶۹–۱۹۹۵） اشاره کرد.

## تاریخچه
در سال ۱۹۴۸ به شوچیکو پیوست. ۱۹۶۵ نهمین جایزه میورا را برای «کری نو هاتا» دریافت کرد. او به‌عنوان فیلمبردار سینما، عمدتاً با کارگردان یوجی یامادا ترکیبی را تشکیل داد و به دلیل مشارکت در فیلم‌برداری ۴۸ گانه فیلم «اوتوکو وا تسورای یو» شناخته می‌شود. در سال ۱۹۹۲ با روبان بنفش مدال افتخار (ژاپن) را دریافت کرد. در سال ۱۹۹۵ درگذشت. او در سال ۱۹۹۱ برنده بهترین فیلمبردار جایزه فیلم ماینیچی شد.